# Robert Falcon Scott
Robert Falcon Scott (ur. 6 czerwca 1868 w Plymouth, zm. prawd. 29 marca 1912 na Antarktydzie) – brytyjski wojskowy i badacz Antarktydy, oficer Royal Navy.

## Młodość i kariera w marynarce
Robert F. Scott wstąpił do Royal Navy i w wieku 13 lat wyruszył w swój pierwszy rejs w sierpniu 1883 na pokładzie HMS Boadicea, służył na tym okręcie jako midszypmen przez dwa lata. W wieku 18 lat podczas szkolenia oficerskiego spotkał komandora Alberta Markhama i geografa Clementsa Markhama, na których zrobił bardzo dobre wrażenie, tak, że uznali go za dobrego kandydata na przyszłego dowódcę ekspedycji antarktycznej.
W 1894 rodzina Scotta straciła niemal cały majątek prawdopodobnie w wyniku nierozważnej inwestycji ojca, który niedługo potem w 1897 zmarł na chorobę serca. Również w 1894 roku Scott ukończył szkolenie i rozpoczął służbę jako oficer torpedowy (ang. torpedo lieutenant). Większość żołdu przekazywał matce oraz siostrom, a po śmierci starszego brata Archiego w 1898 został głową rodziny.
Podczas przepustki w czerwcu 1899 przypadkowo spotkał w Londynie Clementsa Markhama (było to już trzecie ich spotkanie), dowiedział się o planach zorganizowania Brytyjskiej Ekspedycji Antarktycznej i w efekcie złożył podanie o wyznaczenie na stanowisko dowódcy wyprawy. Mimo rozbieżnych opinii w komitecie organizacyjnym wyprawy,  dzięki poparciu Markhama został mianowany dowódcą ekspedycji.

## Ekspedycja Discovery
W 1901 roku, na pokładzie statku Discovery, wyruszył na południe ze szkockiego miasta Dundee. Podczas tej wyprawy został zaobserwowany Płaskowyż Polarny (przemierzony dopiero przez Ernesta Shackletona w 1908 roku). Wyprawa dotarła do 82° szerokości geograficznej południowej, był to wtedy najdalej wysunięty na południe punkt osiągnięty przez człowieka. Po sukcesie wyprawy Scott stał się znany jako Scott z Antarktyki (ang. Scott of the Antarctic).

## Pomiędzy ekspedycjami
Dnia 2 września 1908 roku poślubił rzeźbiarkę Kathleen Bruce, uczennicę Augusta Rodina, który był jednym z gości weselnych.

## Ekspedycja Terra Nova

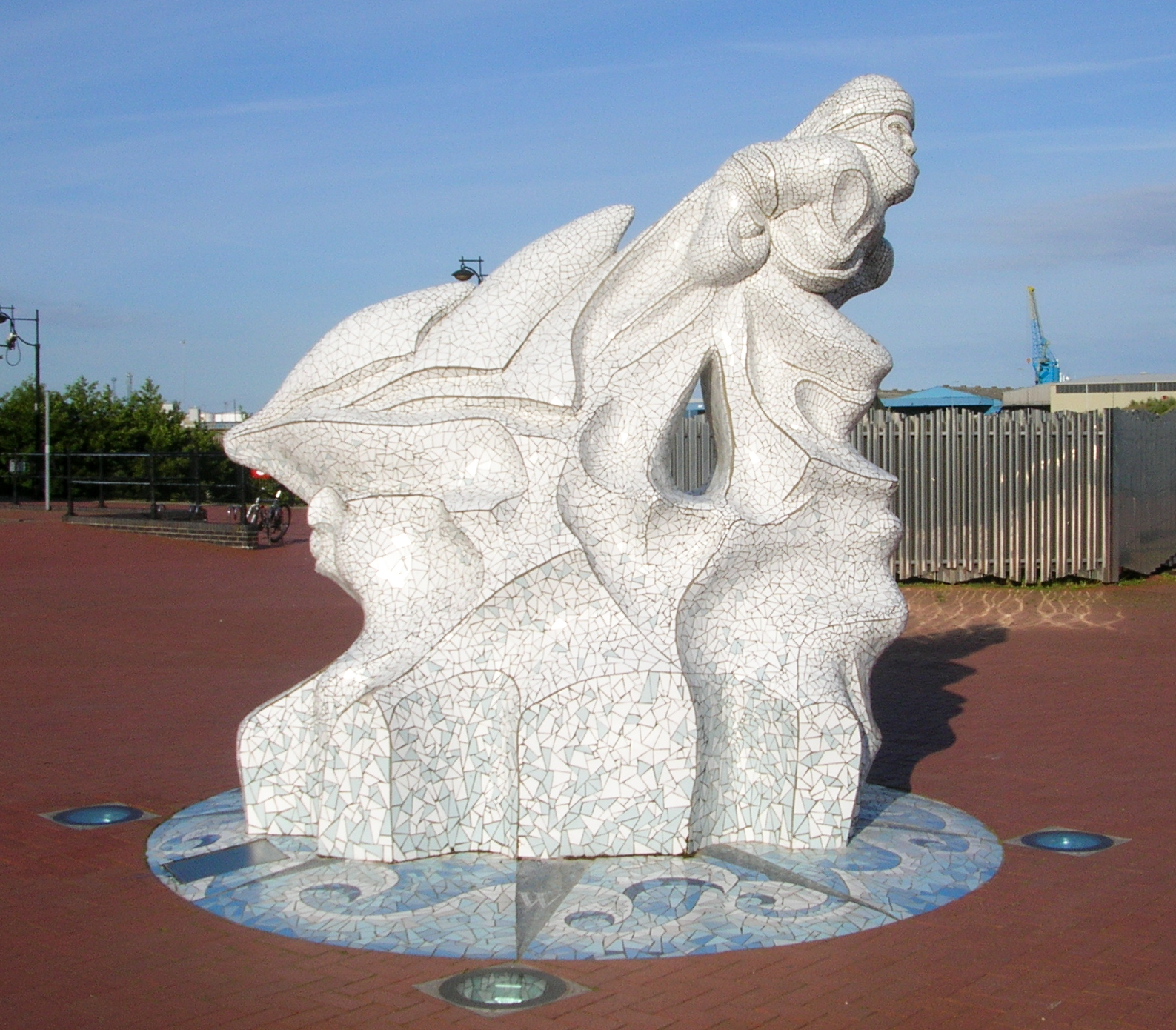
Pomnik Roberta Scotta na nabrzeżu portu w Cardiff - miejscu z którego wyruszył w swoją ostatnią podróż

W 1910 roku wyruszyła kolejna brytyjska ekspedycja polarna, po raz kolejny na jej czele stanął Scott. Celem ekspedycji było zdobycie bieguna południowego a także przeprowadzenie badań naukowych na Antarktydzie i podczas rejsu. Już podczas podróży na Antarktydę pojawiły się pierwsze trudności, statek Terra Nova w drodze z Nowej Zelandii na południe omal nie zatonął podczas burzy a potem utknął na 20 dni w paku lodowym, co znacząco opóźniło przybycie ekspedycji i skróciło czas dostępny na przygotowania do wyprawy na biegun, które były zaplanowane na pierwsze lato ekspedycji.
Wyprawa na biegun wyruszyła 1 listopada 1911, grupa stopniowo zmniejszała się, gdy kolejne zespoły wspierające odłączały się by powrócić do głównej bazy nad Zatoką McMurdo. Obóz został założony na przylądku Evans. Jako pierwsza przy Barierze Lodowej Rossa zawróciła grupa na saniach motorowych. Następnie u podnóża Lodowca Beardmore’a zawróciły psie zaprzęgi. Pierwsza z grup powrotnych zawróciła ze szczytu lodowca a kolejna, druga grupa powrotna po dwóch tygodniach i dotarciu do 87°32'S. Ostatni etap miała pokonać pięcioosobowa grupa bieguna pod dowództwem Scotta. Dotarli oni na biegun 17 stycznia 1912 roku, cztery tygodnie po Amundsenie.
Mimo że Scott za najbardziej godny zaufania środek transportu uważał narty i preferował poruszanie się o własnych siłach, zachował się pisemny rozkaz wydany członkom ekspedycji, w którym zalecił wysłanie dwóch zaprzęgów psów na spotkanie grupy bieguna aby przyspieszyć jej powrót. Ze względu na trudne warunki oraz brak wypoczętych ludzi, którzy mogliby podjąć taką wyprawę, wysłano ostatecznie jeden zaprzęg, który pod koniec marca dotarł do Składu Jednej Tony. Z dzienników Scotta wiadomo, że wraz z dwoma innymi ocalałymi członkami grupy bieguna dotarł 21 marca do miejsca oddalonego o zaledwie 18km na południe od tego składu. W tym miejscu Scott zmarł jako ostatni z grupy, prawdopodobnie 29 marca. Przed śmiercią napisał listy do rodzin członków swojej grupy. Ciała zostały znalezione dopiero 12 listopada 1912 roku. Członkowie wyprawy ratunkowej zabrali dzienniki i notatki zmarłych oraz zebrane przez nich próbki geologiczne, które ci ciągnęli ze sobą aż do ostatniego obozu. Ciała pozostawiono w namiocie, który złożono i w ten sposób pogrzebano zmarłych, nad namiotem wzniesiono kopiec oraz postawiono krzyż. Opuszczona od 1911 roku baza poprzez niską temperaturę została dobrze zakonserwowana. W środku wszystkie sprzęty są oryginalne i w większości nienaruszone.

## Upamiętnienie

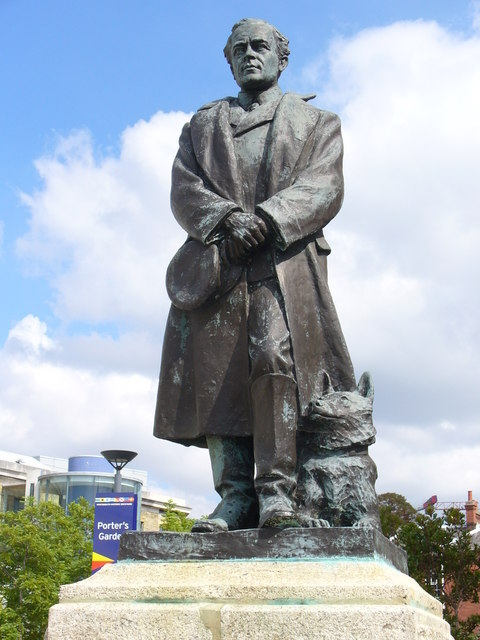
Pomnik Scotta z 1915 roku w Portsmouth, autorstwa wdowy po nim Kathleen Scott

Dla Anglików Scott stał się bohaterem narodowym, a to dzięki dziennikowi, w którym – zapewne do ostatniego dnia – notował swoje przeżycia i przemyślenia, i który został wykorzystany do gloryfikacji brytyjskiej supremacji w świecie. W przededniu I wojny światowej Scott i jego towarzysze stali się symbolami brytyjskiej niezłomności i charakteru, ich postawa miała być wzorem dla żołnierzy walczących w okopach.
Amerykańska stacja badawcza Amundsen-Scott została nazwana na cześć obu zdobywców bieguna.

## Kontrowersje
Po latach pochwalnych biografii i ostrożnej krytyki w 1979 roku ukazała się książka Rolanda Huntforda pt.: Scott and Amundsen, w której autor zawarł bardzo ostrą krytykę Scotta, wypływającą z porównania obu wypraw z 1910 roku, nazwał Scotta heroicznym partaczem, książka ta zapoczątkowała serię krytycznych publikacji, w których surowo oceniano Scotta, jego plany oraz ich realizację podczas ostatniej ekspedycji. Na początku XXI wieku zaczęły się pojawiać łagodniejsze oceny sposobu działania Scotta, biorące pod uwagę niezwykle trudne warunki atmosferyczne z jakimi musieli zmierzyć się uczestnicy ekspedycji.